# Moor End (Durham)
Moor End – wieś w Anglii, w hrabstwie Durham. Leży 3 km na północny wschód od miasta Durham i 376 km na północ od Londynu.